# Pithecia hirsuta
Pithecia hirsuta är en primat i släktet plymsvansapor som förekommer i västra Amazonområdet. Populationen listades länge som synonym till Pithecia monachus och sedan 2014 är den godkänd som art.
Några uppmäta hannar hade en kroppslängd (huvud och bål) av 48 till 52,7 cm samt en svanslängd av 41 till 46,4 cm. Hos arten finns nästan inga färgskillnader mellan hannar och honor. I ansiktet förekommer bara ett tunt skikt hår som främst är svart med undantag av ett ljust område kring varje öga och en ljus strimma på varje sida av nosen. Kransen av päls kring ansiktet är hos hannar tjockare. På kroppen är pälsen svartaktig, ibland med vita hårspetsar som är mindre påfallande jämförd med andra plymsvansapor. Hos hannar förekommer en doftkörtel vid nedre delen av nacken.
Djurets utbredningsområde ligger i nordvästra Brasilien samt i angränsande regioner av Colombia och Peru. Området är täckt av regnskogar och galleriskogar.
Beståndet hotas av landskapsförändringar och av jakt. Några exemplar fångas och hölls som sällskapsdjur. Hela populationen anses vara stor. IUCN listar arten som livskraftig (LC).